# Scopula pygarata
Scopula pygarata là một loài bướm đêm trong họ Geometridae.